# Yitzhak Orpaz-Auerbach
Yitzhak Orpaz-Auerbach (en hebreo יצחק אוורבוך אורפז; Zinkiv, 15 de octubre de 1921-14 de agosto de 2015) es un escritor israelí, ganador del Premio Israel de literatura en 2005. Nació en Ucrania en 1921, pero emigró a Palestina con 17 años. Sirvió en la Marina Real Británica durante la Segunda Guerra Mundial y en las Fuerzas de Defensa Israelíes en la Guerra de Independencia de Israel. Posteriormente estudió filosofía en la Universidad de Tel Aviv. Su primer libro Hierba silvestre se publicó en 1959.